# Танцюють всі! (фільм)
Танцюють всі (англ. Everybody Dance) — англійський мюзикл режисера Чарльза Райснера 1936 року.

## У ролях
- Сіселія Кортнідж — Кетрін «Леді Кейт» Леверінг
- Ернест Трукс — Вілбур Сперджен
- Персі Парсонс — Джозі Сперджен
- Альма Тейлор — Розмарі Сперджен
- Чак Райснер молодший — Тоні Сперджен
- Біллі де ла Вольта — Ширлі Сперджен
- Кетлін Харрісон — Люсі
- Брюс Вінстон — П'єр
- С. Деньє Воррен — Ден Флемінг
- Пітер Гоуторн — сер Роланд Мортон
- Хелен Хейі — леді Мортон
- Джанет Джонсон — Ліліан Мортон
- Джоан Понсфорд — Дороті Мортон
- Роланд Калвер — містер Вілсон